# Jacob Binck

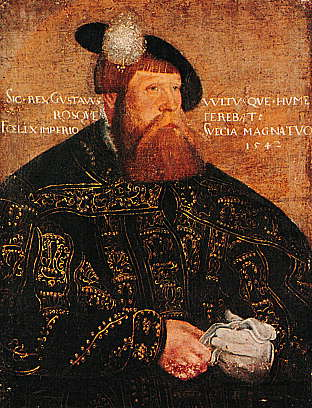
Gustav Vasa, målad i slutet av 1500-talet, som kopia på en målning av konstnären Jacob Binck 1542. Tavlan renoverades i början av 1900-talet av Anders Zorn och flera sentida förbättringar avlägsnades, då man ännu trodde att detta var originalmålningen.

Jacob Binck (Bink, Pinck, Pincke, Pinckenn), troligen född mellan 1490 och 1504 i Köln, död omkring 1569 i Königsberg, var en tysk porträttmålare och kopparstickare, enligt traditionen lärjunge av Albrecht Dürer och Marc Antonio.
Binck fick sin första utbildning i Köln och som grafiker i Nürnberg. Omkring 1529 företog han en resa till Nederländerna, där han porträtterade den landsflyktige Kristian II av Danmark. I början av 1530-talet kallades Binck till Danmark av Kristian III som kongelig contrafejer, men verkade även som fästningsbyggare, medaljgravör och kopparstickare. I samband med förhandlingarna mellan Sverige och Danmark i Brömsebro i september 1541 bad Gustav Vasa att få "låna" Binck av Kristian III, och 1541–42 vistades han i Sverige och målade då sitt berömda porträtt av Gustav Vasa. Han var därefter verksam på olika håll i Tyskland, innan han 1551 gick i tjänst hos hertig Albrekt av Preussen. 
Ett porträtt av borgmästaren i Malmö Jörgen Kock och ett annat av Holger Gregersen Ulfstand i Lunds domkyrka är troligen utförda av Binck. Av hans kopparstick, som tillhör samtidens bästa, är ungefär 250 blad kända, flertalet dock endast som mer sentida kopior.